# Маліновщизна (Люблінський повіт)
Маліновщизна (пол. Malinowszczyzna) — село в Польщі, у гміні Белжиці Люблінського повіту Люблінського воєводства.
Населення — 154 особи (2011).

## Демографія
Демографічна структура станом на 31 березня 2011 року:
|          | Загалом | Допрацездатний вік | Працездатний вік | Постпрацездатний вік |
| -------- | ------- | ------------------ | ---------------- | -------------------- |
| Чоловіки | 76      | 14                 | 53               | 9                    |
| Жінки    | 78      | 19                 | 43               | 16                   |
| Разом    | 154     | 33                 | 96               | 25                   |